# Brazil International 2015
Die Brazil International 2015 (auch São Paulo International 2015 genannt) im Badminton fanden vom 21. bis zum 25. Oktober 2015 in São Paulo statt.

## Sieger und Platzierte
| Disziplin    | Gold                           | Silber                               | Bronze                             |
| ------------ | ------------------------------ | ------------------------------------ | ---------------------------------- |
| Herreneinzel | Ygor Coelho                    | Kevin Cordón                         | Lino Muñoz                         |
| Herreneinzel | Ygor Coelho                    | Kevin Cordón                         | Ernesto Velazquez                  |
| Dameneinzel  | Laura Sárosi                   | Fabiana Silva                        | Jana Čižnárová                     |
| Dameneinzel  | Laura Sárosi                   | Fabiana Silva                        | Cemre Fere                         |
| Herrendoppel | Job Castillo Lino Muñoz        | Hugo Arthuso Daniel Paiola           | Daniel Humblers Bastian Lizama     |
| Herrendoppel | Job Castillo Lino Muñoz        | Hugo Arthuso Daniel Paiola           | Emre Vural Sinan Zorlu             |
| Damendoppel  | Lohaynny Vicente Luana Vicente | Daniela Macías Dánica Nishimura      | Cemre Fere Ebru Yazgan             |
| Damendoppel  | Lohaynny Vicente Luana Vicente | Daniela Macías Dánica Nishimura      | Haramara Gaitan Sabrina Solis      |
| Mixed        | Hugo Arthuso Fabiana Silva     | David Obernosterer Elisabeth Baldauf | Matej Hliničan Jana Čižnárová      |
| Mixed        | Hugo Arthuso Fabiana Silva     | David Obernosterer Elisabeth Baldauf | Rafael Lajusticia Estefane Ventura |